# Camponotus fasciatus
Camponotus fasciatus är en myrart som först beskrevs av Mayr 1867.  Camponotus fasciatus ingår i släktet hästmyror, och familjen myror. Inga underarter finns listade.